# 1794 au Canada
Pour un article plus général, voir Chronologie du Canada.
Cet article traite des événements qui se sont produits durant l'année 1794 au Canada.

## Événements

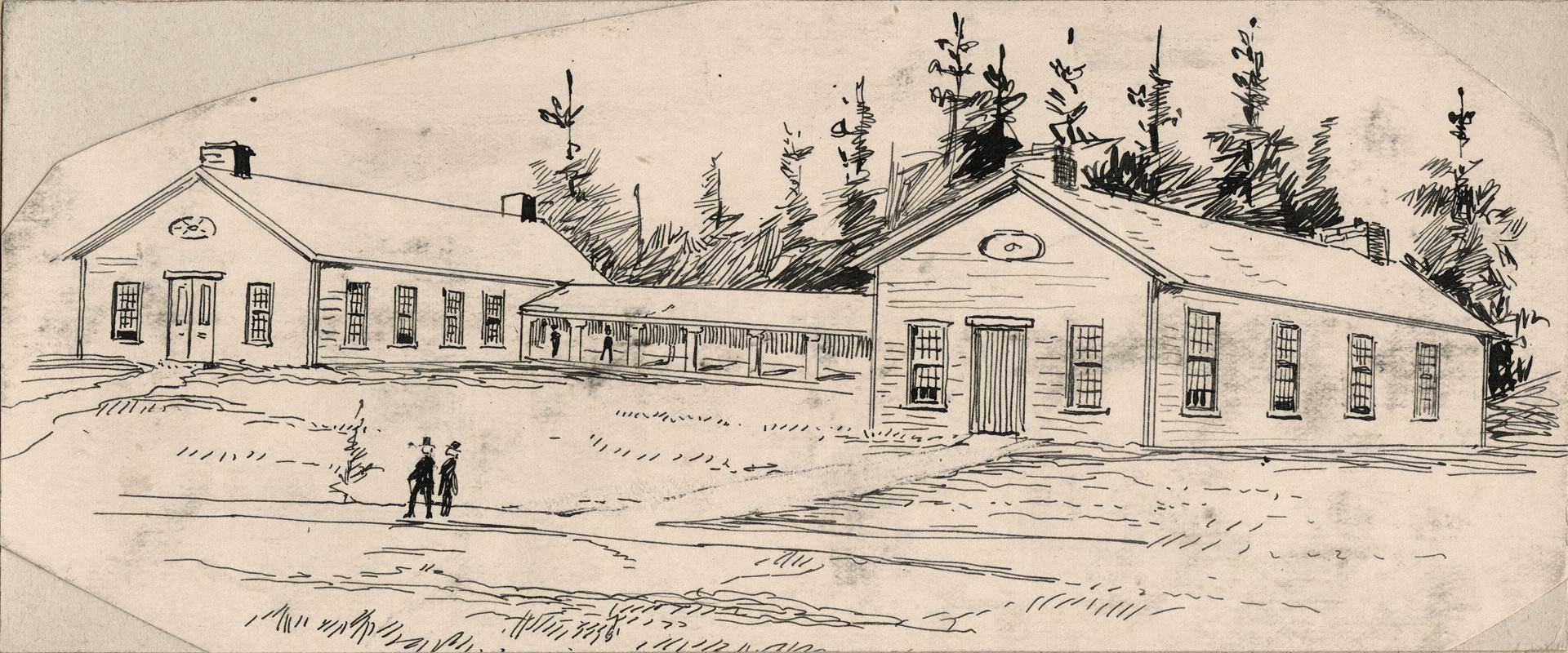
Premier parlement du Haut-Canada construit en 1794 et détruit lors de la guerre de 1812

- 28 juin : formation de l’Association pour le maintien des lois, de la constitution et du gouvernement de la province du Bas-Canada « dont l’objet est de dépister des foyers révolutionnaires »[1].
- 29 juin : les Loyalistes noirs du Haut Canada envoie au gouverneur Simcoe la Petition of Free Negroes (en) demandant de regrouper les noirs dans la même communauté au lieu d'être dispersés. Leur demande est rejetée.
- Septembre : Guy Carleton donne sa démission comme gouverneur du Canada mais reste en poste pour deux autres années.
- 19 novembre : Signature du Traité de Londres entre la Grande-Bretagne et les États-Unis demandant entre autres que certains forts autour des Grands Lacs soient restitués des britanniques aux américains.

## Naissances
- 27 janvier : Rosalie Cadron-Jetté, religieuse.
- 17 avril : Alexis Saint Martin, trappeur et cobaye pour l'étude de la digestion.
- Daniel Tracey, journaliste et homme politique.

## Décès

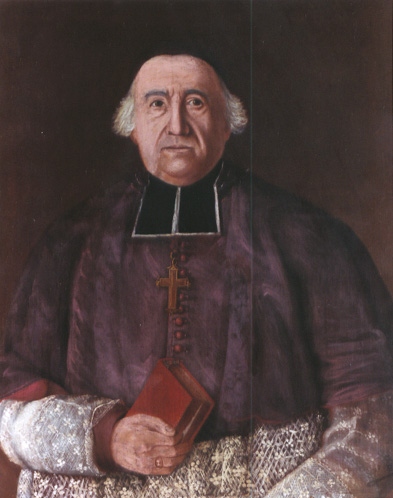
Jean-Olivier Briand

- 24 janvier : Fleury Mesplet, imprimeur.
- 26 mars : Juan Francisco de la Bodega y Quadra, officier de marine et explorateur.
- 20 mai : Charles-François Bailly de Messein, prêtre missionnaire et évêque.
- 18 juin : James Murray, militaire et gouverneur de la province of Quebec.
- 24 juin : François Malepart de Beaucourt, artiste peintre.
- 25 juin : Jean-Olivier Briand, évêque de Québec.
- 30 juillet : François Gaultier de La Vérendrye, explorateur et militaire.
- 8 octobre : Étienne-Thomas Girault de Villeneuve, dernier jésuite œuvrant comme missionnaire en place au Canada.
- François Coulon de Villiers, militaire.
- Jean-Daniel Dumas, officier militaire.